# 慶瑞
慶瑞（1798年—？），王氏，字云书，号鹤田，汉军镶白旗人，清朝官员，进士出身。
慶瑞是道光乙酉年的拔贡，戊子年的举人，乙未年的进士。后授主事，任内阁中书等职。